# Рајка Вали
Валерија Раукар (Рума, 8. септембар 1924 – Загреб, 6. март 2011), позната под уметничким именом Рајка Вали, била је хрватска певачица забавне музике, први женски глас 1950-их година.

## Биографија
Рајка Вали је рођена 8. септембра 1924. године као Валерија Раукар, у породици етничких Хрвата, у Руми, у тадашњој Краљевини СХС (данас АП Војводина, Србија). Рајка је почела са певањем као средњошколка у школском хору у Загребу. У естрадне воде је ушла сасвим случајно, наиме те 1943. године једна од чланица трија Делински се разболела и није дошла на заказано снимање радио емисије, уместо ње је по пријатељским везама дословно убачена Рајка Вали. У то доба ишло се уживо - па како испадне. Након тога Рајка се уклопила на једно краће време у трију Делински, уз Савку Радоњић и Марту Биро. Тај трио водио је Божидар Мохачек, који је на Државном круговалу био диригент, тако да се трио Делински стално чуо на радију, оне су певале и на забавама за војнике. У трију Делински Рајка је остала скоро до пред крај Другог светског рата, када се отиснула у солистичке воде поставши певачица Радија Загреб.
Рајка Вали, била је уз Иву Робића и Звонимира Кркљуша готово највећа певачка звезда првих година Радио Загреба, што се тиче забавне музике. Тако да је она пионир женске естраде. Била је врло добро образована, знала је више страних језика, тако да је знала текстове страних хитова, које је намеравала препевати.
Рајка Вали и Иво Робић били су једини интерпретатори свих 12 композиција које су се пријавиле за први Загребачки фестивал забавне музике, одржан у јануару 1954. године. Свако је отпевао по 6 песама, победио је Иво Робић с песмом Љубе Кунтарића – Та твоја рука мала.
Рајка Вали је снимила и неке од првих плоча за Југотон (данас Кроација рекордс), – тада су то биле оне од шелака на 78 окретаја. Наступала је са свим тадашњим малим и великим плесним оркестрима од Загреба, Љубљане до Сарајева, којима су диригирали; Маријан Марјановић, Бојан Хохњец, Златко Черњул, Бојан Адамич и Миљенко Прохаска. Уз певачку каријеру Рајка је и студирала архитектуру, коју је дипломирала 1955. године.
Рајка Вали се удала за Бојана Хохњеца, познатог предратног џез музичара који је доста утицао на развој њеног стила певања. И њен други супруг с којим је отишла у Немачку, био је такође џез извођач, познати бубњар Маријан Моша Марјановић.
Након одласка у иностранство крајем 1950-их, Рајка Вали је пала у потпуни заборав, о њој више није било речи. Она је наставила да пева, наступавши по Француској, Немачкој и Швајцарској и снимивши више музичких плоча. Уз певање радила је као архитекта и то на пројектовању медицинских установа.
Умрла је 6. марта 2011. године у Загребу у Хрватској.

## Дискографија
Рајка Вали је снимила 26 песама између 1951. и 1957. године за Југотон, од чега је данас сачувано свега деветнаест.
Непотпуна листа песама Рајке Вали:
- Ти си радост ми сва (енгл. You belong to my heart)
- Ти си биће мог сна
- Мамбо, мамбо (1954)
- Дал' знаш? (1954)
- Често се питам
- Сватко за нечим чезне (енгл. To each his own)
- Срчек дела тика така – дует Рајке Вали са Ивом Робићем
- Плави дим (1955)
- Ти и ја
- Кад би ме волио
- Је ли љубав то (енгл. So this is love)
- Сан је жеља (енгл. Dream is a wish)
- У ишчекивању (енгл. I'm thrilled)
- Тампицо
- Баш је диван сунчан дан – дует Рајке Вали са Ивом Робићем
- Твој - дует Рајке Вали са Ивом Робићем
- Састанак (Данас опет)
- Капљице кише[4]
- 2001. излази троструки луксузни албум Заборављене звијезде у коме се налазе песме Рајке Вали и Звонимира Кркљуша и Бруна Петралијау издању Croatia Records-а и Perfekt Music-а[4]